# Brunnen der Stadtgründer

Die Skulpturengruppe im Brunnen (2010)

Der Brunnen der Stadtgründer (ukrainisch композиція-фонтан засновникам Києва) ist ein am 21. November 2001 eingeweihtes Denkmal und eine Sehenswürdigkeit auf dem Majdan Nesaleschnosti, dem zentralen Platz der ukrainischen Hauptstadt Kiew.
Der Springbrunnen ist ein Denkmal für die legendären Gründer und Gründerin Kiews, Kyj, Schtschek, Choryw und Lybid, die als Skulpturengruppe den Brunnen schmücken.
Der Bildhauer war der ukrainische Bildhauer Anatolij Kuschtsch, der auch Bildhauer des Unabhängigkeitsdenkmal der Ukraine und der Bronzeskulptur des Erzengels Michael auf dem Ljadski-Tor war. Die Architekten waren der Ukrainer Olexander Komarowskyj, Ruslan Kucharenko und O. Stukalow.